# Dryophytes andersonii
Espèce
Statut de conservation UICN

 NT  : Quasi menacé
Synonymes
- Hyla andersonii Baird, 1854
- Hyla (Dryophytes) andersonii Fouquette and Dubois, 2014

Dryophytes andersonii est une espèce d'amphibiens de la famille des Hylidae.

## Répartition

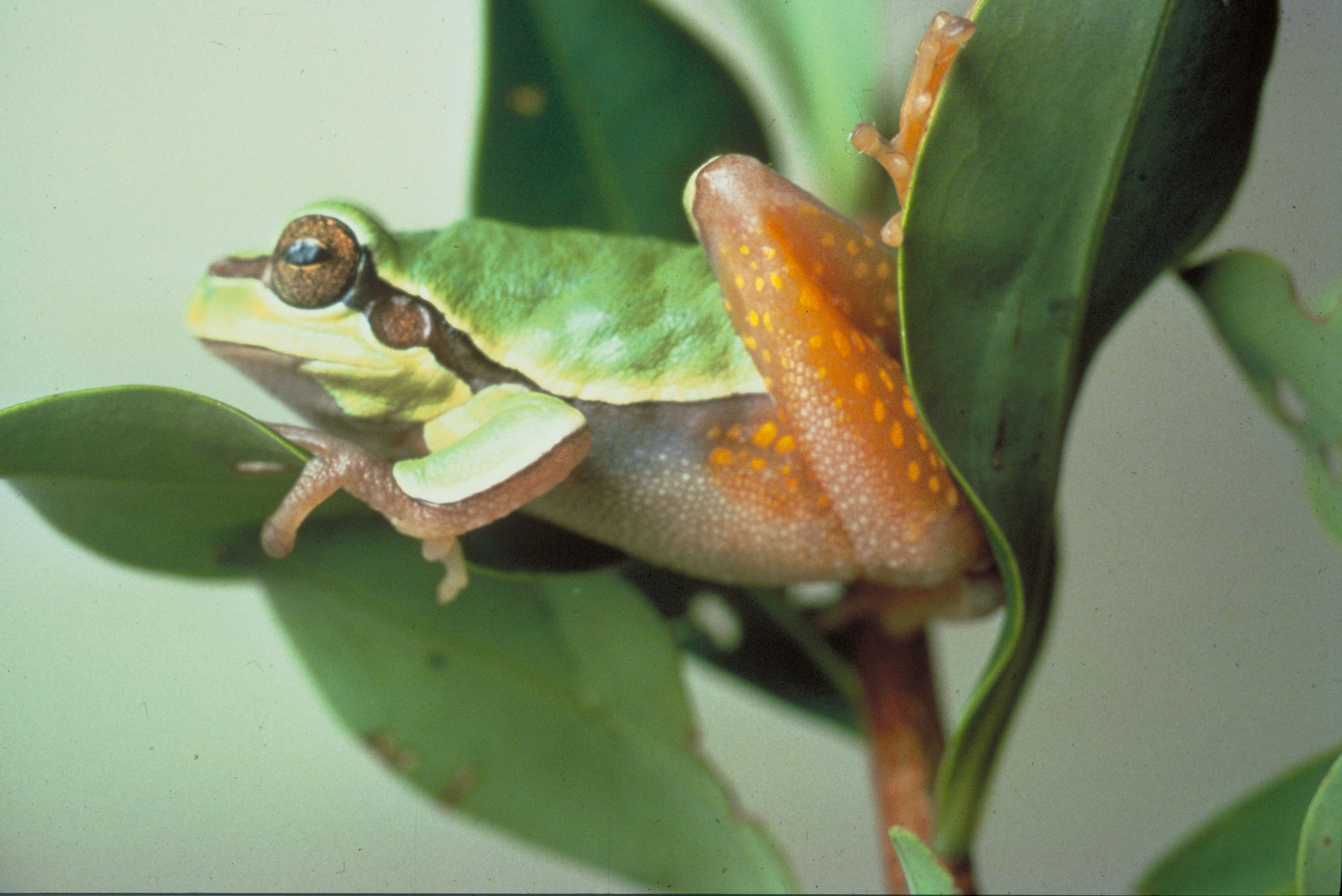
Hyla andersonii

Cette espèce est endémique des États-Unis. Elle se rencontre de manière discontinue, dans trois zones disjointes, dans les États de l'Est du pays :
- au New Jersey ;
- dans l'est de la Caroline du Nord et l'Est de la Caroline du Sud ;
- dans l'ouest de la Floride et le Sud de l'Alabama.

Sa répartition actuelle pourrait être les vestiges d'une répartition beaucoup plus étendue dans le passé.

## Étymologie
Cette espèce est nommée en référence à son lieu de découverte, le comté d'Anderson.

## Publication originale
- Baird, 1854 : Descriptions of new genera and species of North American Frogs. Proceedings of the Academy of Natural Sciences of Philadelphia, vol. 7, p. 59–62 (texte intégral).